# Richard Henry Lee
Richard Henry Lee (20. ledna 1732 Virginie – 19. června 1794 Virginie) byl americký státník a jeden z Otců zakladatelů. Je známý jako předkladatel dokumentu „Lee Resolution“ z června 1776. Dokument předložil na druhém kontinentálním kongresu. Požadoval nezávislost kolonií na Velké Británii, což vedlo k vytvoření Deklarace nezávislosti Spojených států, kterou podepsal. Jeden rok pracoval také jako prezident kontinentálního kongresu, byl signatářem Articles of Confederation, ústavy USA a byl senátorem Spojených států za Virginii v letech 1789 až 1792, během této doby pracoval také jako „President pro tempore“, což je funkce druhého nejvyššího úředníka Senátu Spojených států amerických. Byl členem rodiny Lee, bohaté a vlivné rodiny ve Virginii.

## Životopis
Richard Henry Lee se narodil 20. ledna 1732 ve Westmoreland County ve Virginii plukovníkovi Thomasovi Lee a Hannah Harrison Ludwell Lee. Pocházel z rodiny řady vojenských důstojníků, diplomatů a zákonodárců. Jeho otec Thomas Lee byl guvernérem Virginie do své smrti v roce 1750. Lee strávil většinu svého raného života ve Stratfordu ve Virginii se svou rodinou v jejich domě Stratford Hall. Dnes dům slouží jako muzeum. Zde se také vzdělával. V 16 letech Lee odešel z Virginie do Yorkshire v Anglii, aby dokončil formální vzdělání na gymnáziu Queen Elizabeth Grammar School ve Wakefieldu. Oba jeho rodiče zemřeli v roce 1750. V roce 1753 se po cestování po Evropě vrátil do Virginie, aby pomohl svým bratrům spravovat majetek, který zanechali jeho rodiče.

## Politická kariéra
V roce 1757 byl Lee jmenován smírčím soudcem v kraji Westmoreland. V roce 1758 byl zvolen do Virginie House of Burgesses, kde se setkal s Patrickem Henrym. Lee se stal časným zastáncem nezávislosti a stal se jedním z prvních, kdo vytvořil Committees of Correspondence (Výbory korespondence), sloužící pro komunikaci mezi kolonisty, kteří se v ostatních koloniích zasazují o získání nezávislosti. V roce 1766, téměř deset roků před americkou revoluční válkou, Lee je spoluautorem Westmoreland Resolution, dokumentu veřejně podepsaném prominentními vlastníky půdy, kteří se setkali v Leedstownu v kraji Westmoreland ve Virginii dne 27. února 1766. Toto usnesení bylo podepsáno čtyřmi bratry George Washingtona a Gilberta Campbella.

## Revoluční válka
V srpnu 1774 byl Lee vybrán jako delegát prvního kontinentálního kongresu ve Filadelfii. V dokumentu „Lee Resolution“  ze dne 7. června 1776 během druhého kontinentálního kongresu předložil Lee tento návrh, který obsahoval návrh vyhlášení nezávislosti na Velké Británii, který zní (zčásti):
Řešení: Že tyto Spojené kolonie jsou po právu svobodné a nezávislé státy, že jsou osvobozeny od veškeré věrnosti britské koruně a že veškeré politické spojení mezi nimi a státem Velká Británie je zrušeno.

Lee se vrátil do Virginie v době, kdy Kongres hlasoval a přijal Deklaraci nezávislosti, ale podepsal dokument, až když se vrátil do Kongresu.

## Prezident Kongresu
Lee byl zvolen šestým prezidentem Kongresu na základě článků Articles of Confederation 30. listopadu 1784 v Trentonu v New Jersey. Kongres se konal od 11. ledna 1785 na staré newyorské radnici New York City Hall. Lee kongresu předsedal až do 23. listopadu 1785. Ačkoli mu nebyl vyplácen plat, jeho výdaje na domácnost byly pokryty částkou 12 203,13 USD.

Znak rodiny Lee

Lee se obával zavedení federálních daní a věřil, že pokračování v půjčování cizích peněz je neobezřetné. Během jeho volebního období tvrdil, že státy by měly vzdát svých požadavků na severozápadní území, umožnit federální vládě financovat jejich závazky prodejem těchto území. Napsal příteli a kolegovi Samuelovi Adamsovi:
Doufám, že v blízké době dokončíme náš plán na prodej západních zemí, aby se stát zbavil utlumujícího veřejného dluhu vytvořeného válkou, a myslím si, že pokud bude tento zdroj příjmů správně spravován, bude možné, že tyto republiky budou brzy zbaveny tohoto stavu útlaku a úzkosti, kterou musí zadlužený člověk vždy cítit.

Debata se týkala rozšíření nařízení z roku 1784 Thomase Jeffersona. Dne 3. května 1785 William Grayson z Virginie poslal James Monroe návrh na změnu územních podmínek.
Jedna z lodí třídy Liberty nesla jeho jméno.

### Poznámka
1. ↑  Lee Resolution, také známé jako “rozhodnutí pro nezávislost” bylo formální prohlášení přijaté druhým kontinentálním kongresem 2. července 1776. Kongres rozhodl, že se z 13 amerických kolonií stanou “svobodné a nezávislé státy”, nezávislé na britském království. Na základě resoluce byly vytvořeny USA. Zprávy o tomto aktu byly zveřejněny toho večera v pensylvánském Evening Post a následující den v Pennsylvania Gazette. Dokument oficiálně oznámil a vysvětlil usnesení, schválené o dva dny později 4. července 1776.V tomto článku byl použit překlad textu z článku Lee Resolution na anglické Wikipedii.